# Pi2 Cygni
Pi2 Cygni (π2 Cygni, förkortat Pi2 Cyg, π2 Cyg)  som är stjärnans Bayerbeteckning, är en trippelstjärna belägen i den nordöstra delen av stjärnbilden Svanen (stjärnbild) ca 2,5° östnordöst om den öppna stjärnhopen M39. Den har en kombinerad skenbar magnitud på 4,24 och är synlig för blotta ögat där ljusföroreningar ej förekommer. Baserat på parallaxmätning inom Hipparcosuppdraget på ca 2,9 mas, beräknas den befinna sig på ett avstånd på ca 1 100 ljusår (ca 340 parsek) från solen.

## Egenskaper
Primärstjärnan Pi2 Cygni A är en blå till vit jättestjärna av spektralklass B2.5 III och en Beta Cepheivariabel. Den har en massa som är ca 8,4 gånger större än solens massa, en radie som är ca 7,1 gånger större än solens och utsänder från dess fotosfär ca 8 400 gånger mera energi än solen vid en effektiv temperatur på ca 20 800 K.
Pi2 Cygni A är ca 33 miljoner år gammal och roterar med en projicerad rotationshastighet på 50 km/s. Det inre paret av stjärnor i konstellationen bildar en enkelsidig spektroskopisk dubbelstjärna med en omloppsperiod på 72,0162 dygn och en excentricitet på 0,34. Den tredje medlemmen av trippelstjärnan är en stjärna av magnitud 5,98, år 1996 separerad med 0,10 bågsekunder vid en positionsvinkel av 129°.